# Eidechse (Sternbild)
Die Eidechse (lateinisch Lacerta) ist ein Sternbild des Nordhimmels.

## Beschreibung

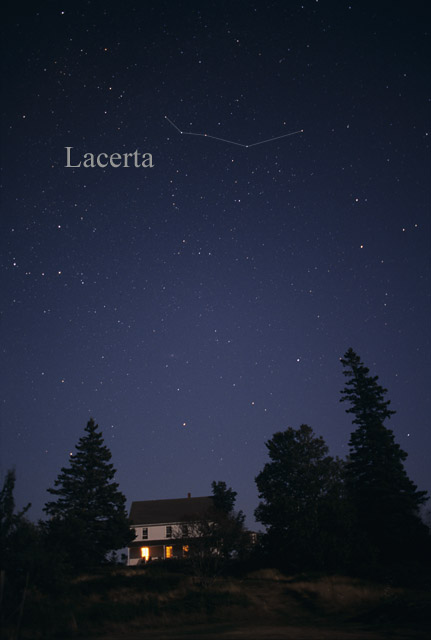
Das Sternbild Eidechse, wie es mit dem bloßen Auge gesehen werden kann

Die Eidechse ist ein unscheinbares Sternbild zwischen den Sternbildern Andromeda, Kassiopeia, Kepheus, Schwan und Pegasus. Es besteht aus einer Kette lichtschwacher Sterne, von denen nur einer heller als die 4. Größenklasse ist. Durch den nördlichen Teil der Eidechse zieht sich die Milchstraße. 

## Geschichte
Das Sternbild wurde von dem Danziger Astronomen Johannes Hevelius in seinem 1690 posthum erschienenen Werk Firmamentum Sobiescianum, sive uranographia eingeführt. Hevelius vergab auch den Zweitnamen Stellio (Wassermolch), der allerdings kaum benutzt wurde.
Die Sterne des heutigen Sternbilds waren mehrfach Teile von Sternbildern, die sich nicht durchsetzen konnten: Der Franzose Augustin Royer fasste die Sterne 1697 zu Ehren des Sonnenkönigs Ludwig XIV. zum „Sceptre“ (dem Zepter) zusammen. Johann Elert Bode schlug 1787 den Namen „Honores Frederic“ („Friedrichs Ehre“) zum Gedenken an den ein Jahr zuvor verstorbenen preußischen König Friedrich den Großen.
1929 entdeckte Cuno Hoffmeister in der Eidechse ein Objekt, dessen Helligkeit sich ohne erkennbare Periodizität veränderte. Man hielt es für einen veränderlichen Stern und bezeichnete es gemäß der üblichen Nomenklatur als BL Lacertae. Erst später stellte man fest, dass es sich um den aktiven galaktischen Kern (englisch: Active Galactic Nucleus, AGN) einer Galaxie handelte. BL Lacertae war der erste entdeckte Blazar und Namensgeber eines Typs von Galaxien, die heute als BL-Lacertae-Objekte bezeichnet werden.

## Himmelsobjekte

### Sterne
| B   | F  | Namen o. andere Bezeichnungen | Größe (mag) | Lj   | Spektralklasse   |
| --- | -- | ----------------------------- | ----------- | ---- | ---------------- |
| α   | 7  | Alpha Lacertae                | 3,77        | 104  | A1 V             |
| 400 | 1  |                               | 4,15        | 678  | K3 II-III        |
|     | 5  |                               | 4,36        | 2200 | K6-M0 I + B7/8 V |
| β   | 3  |                               | 4,43        | 169  | G8 III           |
| 400 | 11 |                               | 4,46        | 350  | K2.5 III         |
| 400 |    | HD 211073                     | 4,49        | 570  | K2.5 III         |
| 400 | 6  |                               | 4,51        | 1150 | B2 IV            |
| 400 | 2  |                               | 4,55        | 619  | B6 V             |
| 400 | 4  |                               | 4,55        | 2580 | B9 Iab-Ib        |
| 400 | 9  |                               | 4,63        | 175  | A9VkA7mA6        |
| 400 | 10 |                               | 4,88        | 1490 | O9 V             |
| 400 | 15 |                               | 4,95        | 351  | M1 III           |
| 400 | 13 |                               | 5,08        | 283  | G8 III           |
| 400 | 12 |                               | 5,23        | 1260 | B1.5 III         |
| 400 | 16 |                               | 5,59        | 1460 | B2 IVs           |
| 400 | 8  |                               | 5,73        | 1720 | B1 Vne + B1 Vs   |
|     | 14 |                               | 5,92        | 1610 | B4 III + F9 III  |

Alpha Lacertae, der hellste Stern in der Eidechse, ist ein 104 Lichtjahre entfernter, weißlich leuchtender Stern der Spektralklasse A1 V.

### Doppelsterne
| System | Größen (mag) | Abstand |
| ------ | ------------ | ------- |
| 8      | 5,7/6,5      | 22,4"   |

8 Lacertae ist ein Doppelsternsystem in 1700 Lichtjahren Entfernung. Die beiden äußerst leuchtkräftigen Komponenten gehören der Spektralklasse B1 an. Sie können bereits mit einem kleinen Teleskop beobachtet werden.

### Veränderliche Sterne
| Objekt | Größe           | Periode     | Typ                |
| ------ | --------------- | ----------- | ------------------ |
| S Lac  | 7,6m bis 13,9m  | 241,5 Tage  | Mirastern          |
| Z Lac  | 7,88m bis 8,93m | 10,886 Tage | Delta-Cephei-Stern |

S Lacertae ist ein Veränderlicher Stern vom Typ Mira, dessen scheinbare Helligkeit während einer Periode von 241,5 Tagen sehr stark zwischen 7,6 und 13,9 Größenklassen schwankt. Als rötlicher Stern variiert sein Spektraltyp von M4e bis M8e. Seine Entfernung von der Erde beträgt etwa 2600 Lichtjahre. – Z Lacertae gehört zu den Veränderlichen vom Typ Delta Cephei. Im Maximum weist er eine scheinbare Helligkeit von 7,88m, im Minimum von 8,93m auf. Während einer Periode der Helligkeitsschwankung von 10,886 Tagen verändert sich seine Spektralklasse zwischen F6 Ib und G6 Ib. Er ist ein Überriese und circa 6700 Lichtjahre von der Erde entfernt.

### NGC-Objekte
| NGC      | sonstige    | Größe (mag) | Typ                 | Name |
| -------- | ----------- | ----------- | ------------------- | ---- |
| NGC 7209 |             | 9,5         | Offener Sternhaufen |      |
| NGC 7243 |             | 6,4         | Offener Sternhaufen |      |
| NGC 7245 |             | 7,5         | Offener Sternhaufen |      |
|          | BL Lacertae | 14,5        | Blazar              |      |

In der Eidechse befinden sich drei Offene Sternhaufen, die mit einem mittleren Teleskop in Einzelsterne aufgelöst werden können.
Die Galaxie BL Lacertae ist mit einer Helligkeit um 14,5 mag sehr lichtschwach. Um sie zu beobachten, benötigt man ein größeres Teleskop.